# ロビー・ヒューメル
ロビー・ヒューメル  (Robert John Hummel  ,   1989年3月8日 - )は、アメリカ合衆国・インディアナ州ヴァルパレーゾ出身の元バスケットボール選手。ポジションはスモールフォワード。

## 来歴
パデュー大学時代はイートワン・ムーアやジャジュアン・ジョンソンと共に中心選手として活躍。Big-10の1stチームなどに選出されるなど活躍したヒューメルは、2010年のNBAドラフトにエントリーする予定だったが回避。ところが2010年10月に右膝の前十字靭帯を断裂する重傷を負い、最終学年の2010-11シーズンは全休となり、もう1年大学に残ることになり、"5年生" となる2011-12シーズンまでプレー。2012年のNBAドラフトでは評価が下がり、ミネソタ・ティンバーウルブズから58位での指名となった。その後NBAサマーリーグ後もウルブズとは契約には至らず、同年8月にリーガACBのオブラロイドCABと契約。しかし、9月に右膝の状態が思わしくなく2ヶ月の欠場を余儀無くされた。
2013年9月、正式にミネソタ・ティンバーウルブズと契約。しかし、低迷するウルブズでローテーションに加わることは出来ず、所属した2シーズンで平均4得点に止まり、2015年夏に制限付きFAとなったものの、後にクオリファイング・オファーを取り下げられた。
2015年7月31日、セリエAのオリンピア・ミラノと契約。ユーロリーグにも出場した。
2016年9月15日、デンバー・ナゲッツとトレーニングキャンプに関する契約を結び、NBA復帰を目指すことになったが、シーズン開幕前の10月22日に解雇。後にBCヒムキと契約し、2016-17シーズンを消化。
2017年10月3日、現役引退を表明し、ESPN解説者に就任したことが報じられた。